# Řád slávy (Arménie)
Řád slávy (arménsky: Փառքի շքանշան) je vyznamenání Arménské republiky založené roku 2010. Udílen je v jediné třídě cizím státním příslušníkům.

## Historie a pravidla udílení
Řád byl založen dne 22. prosince 2010. Udílen je v jediné třídě za významný přínos k posílení a rozvoji bilaterálních vztahů, za přínos k ochraně míru a mezinárodní bezpečnosti, za ochranu lidských práv a základních lidských svobod, za činnost podporující rozvoj hospodářských vztahů a za činnost k zachování duchovních hodnot a kultury. Udílen je zahraničním hlavám států, předsedům vlád, vrcholovým představitelům mezinárodních organizací či náboženským vůdcům. Udělen může být buď z osobního rozhodnutí prezidenta Arménie nebo na základě nominace, kterou je oprávněn podávat pouze předseda vlády Arménie. Hlavou řádu je úřadující prezident Arménie, kterému nesmí být během jeho výkonu funkce prezidenta uděleno žádné z arménských státních vyznamenání.
Podobně jako většina arménských vyznamenání jsou i insignie Řádu slávy vyráběny mincovnou v Petrohradě.
Poprvé byl řád udělen 4. října 2011 ruskému prezidentu Dmitriji Medveděvovi.

## Insignie
Vzhled řádového odznaku je inspirován insigniemi Řádu čestné legie. Má tvar pěticípé hvězdy s cípy v podobě maltézského kříže s hroty zakončenými kuličkami. Mezi cípy jsou paprsky o různé délce. Ve středu je kulatý bíle smaltovaný medailon se zlatým lemem. Uprostřed je zlatý barevně smaltovaný státní znak Arménie. Odznak se nosí na široké stuze spadající z pravého ramene na protilehlý bok.
Řádová hvězda má stejný tvar jako řádový odznak.
Stuha je vínové barvy.